# جائزة بوينس آيرس الكبرى

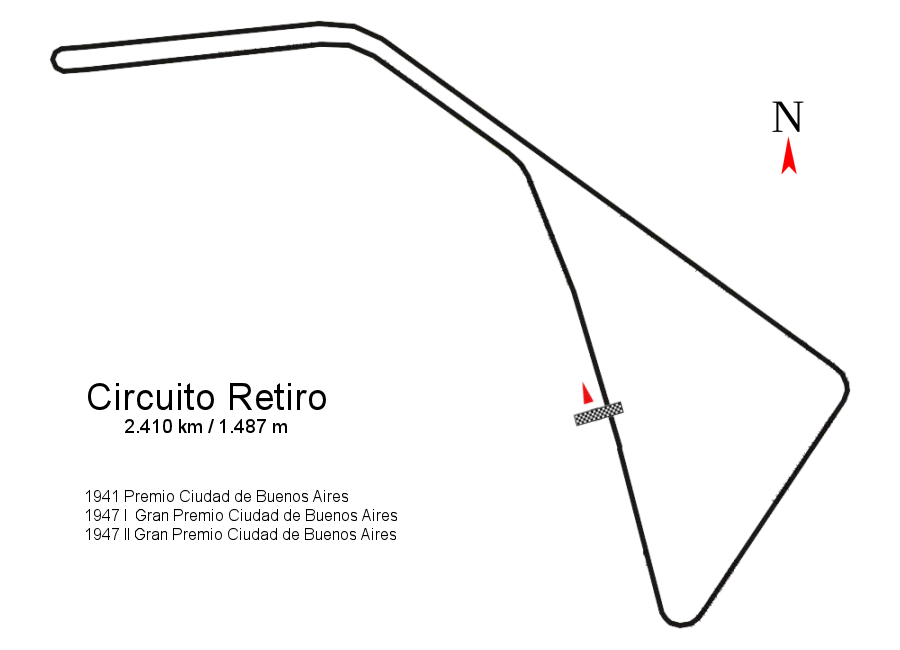
حلبة ريتيرو 1947

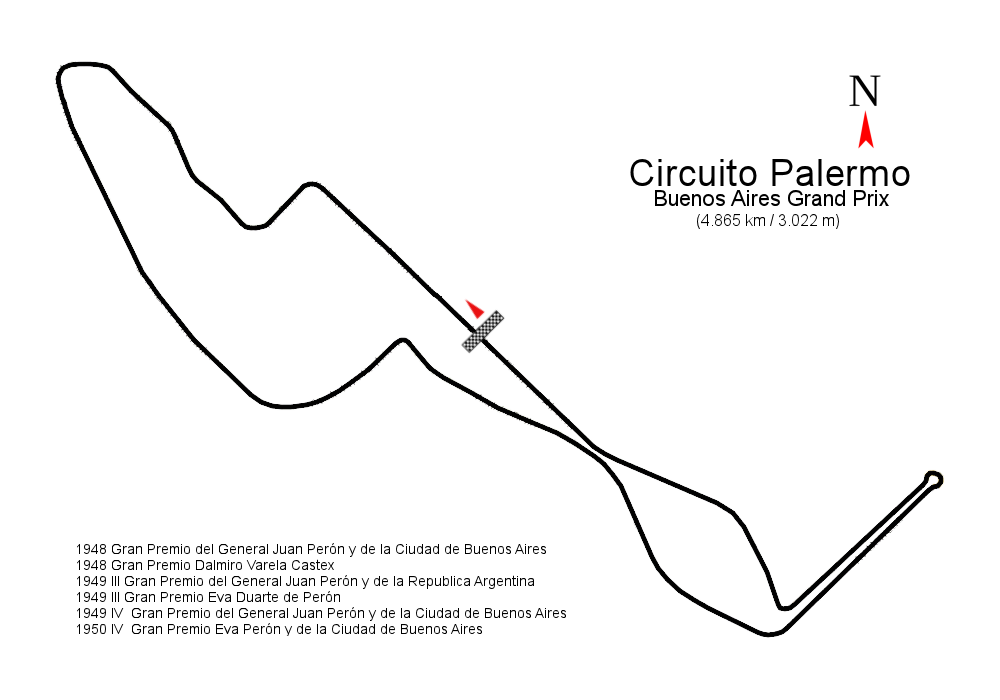
حلبة باليرمو 1948-1950

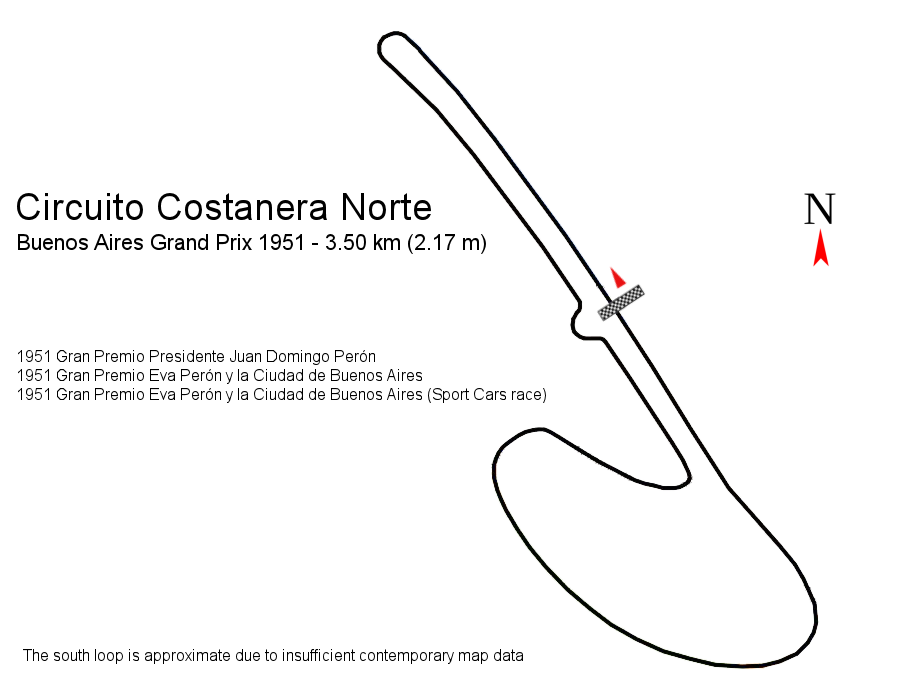
حلبة كوستانيرا نورتي 1951

حلبة جالفيز رقم 4 1952

حلبة جالفيز رقم 2 1953-1960

حلبة جالفيز رقم 15 1966-1968

حلبة جالفيز رقم 12 1978

حلبة جالفيز رقم 6 1987-2009

سباق جائزة بوينس آيرس الكبرى هو سباق سيارات أقيم في بوينس آيرس، الأرجنتين. أقيم الحدث لأول مرة في حلبة كوستانيرا من أوائل الثلاثينيات حتى عام 1936 ثم استمر في عام 1941 في حلبة ريتيرو. بعد انقطاع دام ست سنوات وتولى خوان بيرون منصبه، استؤنفت السباقات في ريتيرو في عام 1947 مع بداية سلسلة سباقات الجائزة الكبرى لأمريكا الجنوبية «تيمبورادا» التي سيتم التنافس عليها مرتين في السنة بموجب لوائح فورمولا ليبر. فاز الإيطالي لويجي فيلوريسي بجميع أحداث تيمبورادا عام 1947. اجتذب السباق بانتظام السائقين البرازيليين والأوروبيين، وكذلك السائقين الأرجنتينيين مثل خوان مانويل فانجيو وخوسيه فرويلان غونزاليس يتنافسون الآن في أوروبا بشكل منتظم. بالنسبة لموسم الجائزة الكبرى لعام 1948، تم نقل السباق إلى حلبة باليرمو حيث سيبقى لاستضافة ستة من اثني عشر سباقًا «كأس بيرون» حتى نهاية عام 1950. في عام 1951، استضافت حلبة كوستانيرا نورتي آخر ثلاث سباقات سباق الجائزة الكبرى قبل اكتمال عام 1951 لـحلبة أوسكار جالفيز (17 أكتوبر)، وهي حلبة مصممة خصيصًا لسلسلة السباقات الكبرى والتي ستستضيف إصدارات مختلفة من سباق الجائزة الكبرى من 1952 حتى 2009 باستثناء حدث 1956 الذي أقيم في حلبة سان مارتن العامة في ميندوزا.